# Laurent Lavige
 (juillet 2008).
Si vous disposez d'ouvrages ou d'articles de référence ou si vous connaissez des sites web de qualité traitant du thème abordé ici, merci de compléter l'article en donnant les références utiles à sa vérifiabilité et en les liant à la section « Notes et références ».
Laurent Lavige est un biographe, producteur et animateur radio qui fut l'une des grandes voix de France Inter. Il fête en 2013, ses trente ans de radio[réf. nécessaire].

## Carrière

### France Inter
Laurent Lavige a été producteur et animateur de plusieurs émissions sur France Inter depuis 1990 dont Zone de turbulence, Play List, Onde de choc, Tendances musiques et Sur la route (qui fut élue meilleure émission de l'année). Il animait l'émission Black Liste du mardi au vendredi, à minuit une, de septembre 2012 à juin 2013, auparavant intitulée Les Nuits de Lavige de septembre 2010 à juin 2012. 
La Blackliste (Laurent raconte le parcours des Afro-Américains à travers des nouvelles romancées. Une écriture journalistique poétique et parfois crue), fut l'une des rares émissions de France Inter à avoir augmenté dans les sondages Médiamétrie d'avril 2013. Idem pour les podcasts. La direction de France Inter ne renouvelle pas son contrat pour la rentrée 2013. Le 28 juin 2013, il présente la dernière émission de la Blackliste et quitte ainsi Radio France.
Un livre sur les nouvelles racontée dans son émission, Ma black musique, sort le 15 juin 2013 aux Éditions de l'Épervier. 
Laurent fut celui qui apporta à France Inter et Radio France le partenariat avec le festival des Vieilles Charrues . Il présenta jusqu'en 2009, les soirées en direct du festival (Bruce Springsteen, Muse, Ben Harper, Tricky, ZZ TOP, Cali, Zazie, The Pretenders, etc.).
Il fut jusqu'en 2009 l'une des voix à présenter les grands concerts de la radio (jubilé de la reine d'Angleterre à Londres avec Stéphane Bern, Carlos Santana, Joe Cocker, Robert Plant, Norah Jones, Iggy Pop, Gotan Project).
Il organise des concerts privés lors de ses émissions (Roger Hogdson, Ben Harper, Lynyrd Skynyrd, Scorpions, Tété, Tony Joe White, etc.).
En 2007, Laurent Lavige publie son autobiographie On Air. Dans ce livre il retrace sa vie à travers la musique et quelques-unes des grandes interviews qu'il a enregistrées lors de sa carrière (Bruce Springsteen, Kate Bush, James Brown, John Lee Hooker, Elton John, Peter Gabriel, The Clash, etc.).

### Radio II
Il commence sa carrière d'homme de radio en 1983 sur Radio 77, IDF, Radio Show, NRJ, avant de devenir l'une des grandes voix de RFM (La radio couleur). C'est à cette époque (1987), que Laurent se met à écrire des biographies sur les artistes et groupes américains.
Il se fait débaucher de RFM par Max Guazzini, patron de NRJ. Il restera sur la première radio musicale de France une année avant d'être débauché par Pierre Bouteiller, alors directeur de France Inter en 1989.

### Télévision
Laurent Lavige a été reporter-journaliste pour Plus vite que la musique, une émission de télévision diffusée sur M6.
Il fut au début des années 1990 « La Voix » de M6, puis celle de TF1 avant d'être appelé en 2008 par le groupe Canal+. 
Depuis, il est l'une des voix des bandes annonces de Canal+ et de CNews.
Il est l'un des chroniqueurs de l'émission Le Vrai du faux, le mag présenté par Isabelle Moreau sur Canal+

### Presse
Il fut le rédacteur en chef « musique » pour le magazine musical féminin Diva et fut directeur de collection aux éditions Librio Musique.
Journaliste et auteur des grandes interviews pour le magazine Best.

## Accessibilité Cinéma et Télévision
En 2012, Laurent Lavige poursuit son expérience d'écriture et se met au service de l'accessibilité au handicap en écrivant, narrant et réalisant les audio-descriptions des films pour le cinéma ainsi que pour les programmes télévisés. Son écriture empreinte de poésie et sa voix connue d'un très grand nombre de déficients visuels (France Inter), sont sa signature. Plus de 400 audio-descriptions ont été réalisées par ses soins dont Captain America, La collection complète des James Bond, Jason Bourne, la série Dix pour cent, Qu'est-ce qu'on a fait au Bon Dieu ?, Le Chant du loup, Le ballet Songe d'une nuit d'été, etc.

## Publications
- Tendance Rasta, éditions 10/18, 2003,  (ISBN 978-2264034304).
- En avant la musique ! éditions Librio, 2004.
- On Air, éditions Hugo & Cie, 2007 (ISBN 978-2755602029).
- Bashung vu par Laurent Lavige et Cie, édition Hugo et Compagnie, 2009,  (ISBN 978-2755604283).
- Michael for ever, éditions Hugo Image, 2009,  (ISBN 2755604638).
- Ma black musique, Éditions de l'Épervier, 2013.
- Johnny Hallyday : Notre idole, éditions Hugo et Compagnie, 2014  (ISBN 978-2755605877).
- Tu ne m'as pas laissé le temps, David et Johnny Hallyday, éditions Hugo et Compagnie, 2018.
- Johnny Hallyday, Une Vie, Hugo et Compagnie, 2019.
- Jean-Jacques Goldman, éditions Hugo et Compagnie, 24 octobre 2019.
- Johnny Hallyday et ses anges gardiens, Casa éditions, 26 octobre 2020.